# Fermo

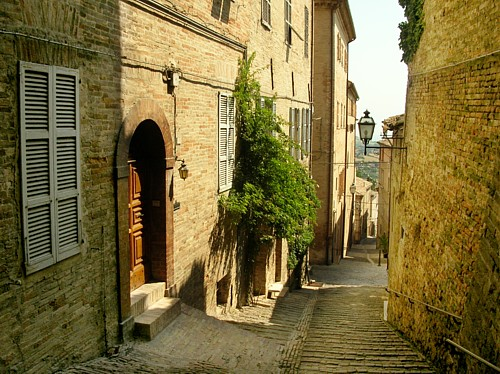
Fermo

Fermo – miejscowość i gmina we Włoszech, w regionie Marche, w prowincji Fermo.
Według danych na styczeń 2009 gminę zamieszkiwało 37 955 osób przy gęstości zaludnienia 305,7 os./1 km².

## Miasta partnerskie
- Várpalota